# Goldener Stephan
Der Goldene Stephan (auch Publikumspreis für Eskapismus, Nerdkultur & Phantastik) ist der größte Publikumspreis für Rollenspiele, Brettspiele, Tabletop und Literatur aus Deutschland. Der Preis ist in einen Rollenspielpreis und einen Literaturpreis unterteilt, die jeweils mehrere Kategorien umfassen. Der Preis wurde 2014 durch den Blog "Nerds gegen Stephan" ins Leben gerufen. Seit 2024 wird der Rollenspielpreis durch den "Knuspernde Enthusiasten Kreativer Spiel - K.E.K.S. e.V.", einem deutschen Rollenspielverein, organisiert.

## Aufbau und Struktur

### Kategorien
Der Goldene Stephan wird in mehrere Kategorien unterteilt, die in den letzten Jahren immer wieder verändert wurden. Die Kategorien im Jahr 2025 sind:
- Bestes neues Rollenspiel entwickelt in der DACH-Region,
- Beste neue Rollenspiel-Erweiterung entwickelt in der DACH-Region,
- Beste neues übersetztes Rollenspiel,
- Beste neue übersetzte Rollenspiel-Erweiterung,
- Bestes neues Brettspiel,

### Preise
In jeder Kategorie können 3 Preise gewonnen werden: Der "Goldene Stephan" wird an das Produkt mit den meisten Stimmen, der "Silberne Stephan" an das Produkt mit den zweitmeisten Stimmen und der "Bronzene Stephan" an das Produkt mit den drittmeisten Stimmen vergeben. Grafik Goldener Stephan Grafik Silberner Stephan Grafik Bronzener Stephan Des Weiteren gibt es eine Ehrennennung für die Plätze 4 und 5, der "Kristallene Stephan". Dieser wurde 2025 in "Gläserner Stephan" umbenannt. Grafik Gläserner Stephan

### Nominierungen
Seit 2024 erfolgen die Nominierungen zum einen durch die Verlage, die ihre eigenen Produkte nominieren können, zum anderen können in einer offenen Nominierungsphase Fans und Freunde der Verlage ihre Lieblingsprodukte nominieren. Die Produkte werden vor der Abstimmung durch das Orgateam gesichtet, geprüft und zusammengefasst. Für den Goldenen Stephan können alle Produkte nominiert werden die folgende Voraussetzungen erfüllen:
- Das Produkt passt in eine der Kategorien (in der es nominiert wird). Der Goldene Stephan unterscheidet dabei zwischen im DACH-Raum veröffentlichten Produkten und Produkten, deren deutsche Übersetzung in diesem Zeitraum veröffentlicht wurde.,
- Das Produkt ist seit dem Beginn der Abstimmungen im vergangenen Jahr veröffentlicht worden. So können Produkte nicht doppelt nominiert werden und Produkte, die während der laufenden Abstimmung veröffentlicht wurden, können im folgenden Jahr für den Preis nominiert werden.,
- Das Produkt muss die geltenden Regelungen zur KI Nutzung erfüllen.,

#### Regelung für KI Nutzung bei nominierten Produkten
Das Thema Künstliche Intelligenz und die Nutzung künstlicher Intelligenz im kreativen Schaffungsprozess sind von hoher Relevanz, gerade für einen Preis, der die kreative Arbeit von Menschen belohnen möchte. Aus diesem Grund gibt es KI-Richtlinien für den Goldenen Stephan. Es sind nur Produkte zugelassen, in denen weniger als 33% des Schaffungsprozesses von Bildern und Texten durch eine KI übernommen wurden. Die Beurteilung der Produkte erfolgt auf Basis einer Selbsteinschätzung durch die Urheberverlage.

### Abstimmungen
Nach den Nominierungsphasen folgen die Abstimmungen. Es gibt zwei Abstimmungsphasen. Jeder Abstimmende hat eine Stimme pro Kategorie. In der Vorrunde stehen alle nominierten Produkte zur  Abstimmung. In der darauffolgenden Hauptrunde wird nur noch über die 20 Produkte mit den meisten Stimmen pro Kategorie abgestimmt.

## Geschichte
Im Jahr 2014 wurde der "Publikumspreis für Eskapismus, Nerdkultur & Phantastik" (kurz "PEN&P") durch den Blog "Nerds gegen Stephan" ins Leben gerufen. Ursprung des Preises war die Frage, inwieweit sich die Meinung der Leser mit der Meinung der Autoren deckt. Was anfangs als reiner "Spaßpreis" gedacht war, wuchs über die Jahre zu einem immer größeren Projekt. In der Zeit durchlief der Preis immer wieder Design- und Strukturänderungen. Im Jahr 2020 wurde der Preis in einen Literatur- und einen Rollenspielpreis mit jeweils mehreren Kategorien aufgeteilt. 2024 wurde die Größe des Preises schließlich zu einem Problem für den inzwischen alleinige Organisator Phillip Lohmann. Aus diesem Grund wurde der Rollenspielpreis im selben Jahr in Kooperation mit dem K.E.K.S. e.V. (einem deutschen Rollenspielverein) organisiert. Im folgenden Jahr wurde er als "Der Goldene Stephan" (benannt nach dem Siegerpreis) durch den K.E.K.S. e.V. übernommen. Der Literaturpreis wird weiterhin durch Philipp Lohmann organisiert.

### Verleihung
Ursprünglich handelte es sich beim PEN&P um einen reinen Onlinepreis. Die Umfrage und Ergebnisse wurden nur im Blog "Nerds gegen Stephan" veröffentlicht.  Seit 2016 findet eine reale Verleihung des Rollenspielpreises auf Conventions statt. 2016 fand die Verleihung auf der HalunkenCon in Halle statt. 2017 wechselte die Verleihung auf die DIES Ludi in Reinhartshofen. Seit 2018 findet die Verleihung jedes Jahr auf der DreieichCon in Dreieich statt.  Der Literaturpreis wird auf der Buchmesse Convent verliehen.

## Sieger der letzten Jahre
| Jahr | Kategorie                                                                                  | Goldener Stephan | Silberner Stephan | Bronzener Stephan |
| ---- | ------------------------------------------------------------------------------------------ | --- | --- | --- |
| 2024 | Bestes Rollenspielprodukt (Grundregelwerk, Starterbox, Solospielbuch)                      | Dieseldrachen – Regelwerk - Dragon Pulp Games | Trail of Cthulhu - Yvis Nerd & Geek World                                                                                 | Gegen das Monster - Plotbunny Games                                                                                           |
| 2024 | Beste Rollenspiel-Erweiterung 2023 (Quellenbuch, Abenteuer, Sekundärliteratur, Soundtrack) | Handoutpaket für Freude, schöner Götterfunken... - Donnerhaus Studio | Dieseldrachen Weltenband - Dragon Pulp Games                                                                              | Die Angst geht um in Fräulein Bernburgs Pensionat - Plotbunny Games                                                           |
| 2024 | Bestes Brett- & Kartenspiel / CoSim / Tabletop                                             | Kugelhagel: Marschälle 1813 - Martin Feller Verlag | SNATCH IT! - Heidelbär Games                                                                                              | Vampire the Masquerade Chapters - Pegasus Spiele                                                                              |
| 2023 | Bestes Rollenspielprodukt (Grundregelwerk, Starterbox, Solospielbuch)                      | Freude, schöner Götterfunken... - Donnerhaus Studio | The Troubleshooters - Green Gorilla                                                                                       | Mausritter - System Matters Verlag                                                                                            |
| 2023 | Beste Rollenspiel-Erweiterung 2023 (Quellenbuch, Abenteuer, Sekundärliteratur, Soundtrack) | Freude, schöner Götterfunken... Spielleiter Power-up - Donnerhaus Studio | The Troubleshooters – Das U-Boot-Geheimnis - Green Gorilla                                                                | New Hong Kong Story: Das Bündnis Director's Cut - Black Mask                                                                  |
| 2023 | Bestes Brett- & Kartenspiel / CoSim / Tabletop                                             | AFU: Armed Forces of Ukraine - Kilo Games | Munchkin Babys - Pegasus                                                                                                  | Dungeons of Doria - Xploding 10 Games                                                                                         |
| 2022 | Bestes Rollenspielprodukt 2022 (Grundregelwerk, Starterbox, Solospielbuch)                 | Vaesen – Schauriges Rollenspiel im Mythischen Norden - Uhrwerk Verlag | Monsterhearts - System Matters Verlag                                                                                     | Cairn dt. Ausgabe - Fanprojekt                                                                                                |
| 2022 | Beste Rollenspiel-Erweiterung 2022 (Quellenbuch, Abenteuer, Sekundärliteratur, Soundtrack) | Baphomets Sohn - Gazer Press FHTAGN: Ultima Ratio - Deutsche Lovecraft Gesellschaft | Schnutenbach: Rauchmauls Rache - Mantikore-Verlag                                                                         | Earthdawn: Tanz mit der Schlange - Ulisses Spiele                                                                             |
| 2022 | Bestes Brett- & Kartenspiel / CoSim / Tabletop                                             | Das Bankett #1 Der Raub des Diamanten von Ramanpur - Magnificum | Munchkin & Mazes - Pegasus Spiele                                                                                         | Trash-TV - Promis, Pannen, Peinlichkeiten - riva / Münchner Verlagsgruppe                                                     |
| 2022 | Greifenklaue-Gedächtnispreis für Kreativprojekte                                           | DORP (Webseite mit kostenlosen Rollenspiel-Eigenentwicklungen wie "1W6 Freunde" & "Mystics of Gaia" & Fanwerk zu anderen Rollenspielen; zusätzlich Artikel, Videos & Podcast zur Szene) System-Matters-Fanzine-Wettbewerb | - | - |
| 2021 | Bestes Rollenspielprodukt (Grundregelwerk, Starterbox, Solospielbuch)                      | Tiny Dungeon 2. Edition - Obscurati Publishing | Cats of Catthulhu - Yvis Nerd & Geek World                                                                                | Little Wizards - Green Gorilla                                                                                                |
| 2021 | Beste Rollenspiel-Erweiterung (Quellenbuch, Abenteuer, Sekundärliteratur)                  | Jannasaras Kartentasche - Donnerhaus Studio | DnD 5e: Das Geheimnis des Flüsterwalds - Der Fluch von Stoneham - Spielpädagoge @ Dungeon Masters Guild                   | Private Eye - Auf der Spur des Grauens - Redaktion Phantastik Tales from the Loop - Deutschland in den 80ern - Ulisses Spiele |
| 2021 | Bestes Brett- & Kartenspiel / Tabletop / CoSim                                             | Für die Königin - System Matters Verlag | BattleTech: Clan Invasion - Catalyst Game Labs                                                                            | Sherlock Holmes - Die Nachwuchs-Investigatoren - Pegasus Spiele                                                               |
| 2020 | Beste Rollenspiel-Erweiterung (Quellenbuch, Abenteuer, Sekundärliteratur)                  | New Hong Kong Story: The Daring Kang Brothers and the Temple of Nightmares - Black Mask | Siebenbrucken: Die Toten ruhen nicht - Mantikore-Verlag                                                                   | Das Schwarze Auge: Dryadenhain und Dschinnenzauber - Ulisses Spiele                                                           |
| 2020 | Bestes Rollenspielprodukt (Grundregelwerk, Starterbox, Solospielbuch)                      | Somorra: Stadt der Lüge - Mantikore-Verlag | Scherbenfresser - Selfpublished                                                                                           | Dungeon Crawl Classics - System Matters Verlag                                                                                |
| 2020 | Bestes Brett- & Kartenspiel / Tabletop / CoSim                                             | Munchkin Warhammer 40.000 - Pegasus Spiele | Europe Divided - Udo Grebe Gamedesign                                                                                     | Adventure Games: Die Vulkaninsel - KOSMOS                                                                                     |
| 2019 | Rollenspielprodukte (Grundregelwerk, Starterbox, Solospielbuch)                            | Entkommen! Die geheime Bibliothek - Mantikore-Verlag | DSA: Das Geheimnis des Drachenritters - Einsteigerbox - Ulisses Spiele                                                    | So tief die schwere See - System Matters Verlag                                                                               |
| 2019 | Rollenspiel-Erweiterung (Quellenbuch, Abenteuer, Sekundärliteratur)                        | DSA: Der Andergaster - Abenteuer zum Comic - Scriptorium Aventuris | Abenteuer gestalten - System Matters Verlag                                                                               | Roll Inclusiv - Feder & Schwert                                                                                               |
| 2018 | Bestes Rollenspiel                                                                         | Hexxen 1733 - Ulisses Spiele | Dungeon World - System Matters Verlag                                                                                     | Dread - System Matters Verlag                                                                                                 |
| 2018 | Beste Rollenspielerweiterung                                                               | Geh nicht in den Winterwald: Grausige Festtage - System Matters Verlag | Splittermond Mondsplitter: Im Rücken des Feindes - Ulisses Spiele                                                         | Malmsturm: Länder des Sturms - Uhrwerk Verlag                                                                                 |
| 2018 | Bestes Karten-/Brettspiel                                                                  | INTERACTION - rudy Games | Gloomhaven - Feuerland | Lovecraft Letter - Pegasus Spiele                                                                                             |
| 2017 | Bestes Grundgerelwerk                                                                      | Symbaroum - Prometheus Games | 7te See: 2. Edition - Pegasus Spiele                                                                                      | Das Schwarze Auge: Erzählregeln - Scriptorium Aventuris                                                                       |
| 2017 | Bestes Abenteuer                                                                           | Cthulhu: Dreißig - Pegasus Spiele | Splittermond: Im Zeichen der Schlange - Uhrwerk Verlag Das Schwarze Auge: Theaterritter #4 Der grüne Zug - Ulisses Spiele | Beyond the Wall: Der König des Berges - System Matters Verlag                                                                 |
| 2017 | Beste Erweiterung & Quellenbuch                                                            | Space 1889: Das Neue Ätherversum - Uhrwerk Verlag | Achtung! Cthulhu: Spielleiterhandbuch zum Geheimen Krieg - Uhrwerk Verlag                                                 | - |
| 2017 | Bestes Solo-Spielbuch                                                                      | Das Schwarze Auge: Die Verschwörung der Magier - Ulisses Spiele | Sherlock Holmes: Die vier Fälle - Pegasus Spiele                                                                          | - |
| 2017 | Bestes Brett- & Kartenspiel                                                                | Star Wars: Destiny - HDS EXIT Das Spiel: Die verlassene Hütte - Kosmos | Hindenburg's Hour: The Tannenberg Campaign 1914 - Dr. Richter KoSim                                                       | Phalanxx - Irongames |
| 2017 | Offene Kategorie bestes Rollenspiel                                                        | NoReturn - Creativity Forge M.A. | Symbaroum - Prometheus Games                                                                                              | Ultima Ratio 2.0 - Heinrich Tüffers                                                                                           |
| 2017 | Offene Kategorie beste Erweiterung / Zuberhör                                              | 42! Ideen zum Rollenspiel mit Karten - Flying Games | 1W6 Freunde: Ihr Name ist Mensch - DORP                                                                                   | Schnutenbach: Tränen der Gorgone - Mantikore-Verlag                                                                           |
| 2016 | Bestes Grundregelwerk                                                                      | Splittermond - Uhrwerk Verlag | Private Eye 5. Ed. - Redaktion Phantastik                                                                                 | Das Schwarze Auge 5. Edition - Ulisses Spiele                                                                                 |
| 2016 | Bestes Abenteuer                                                                           | Space 1889: Fremde Erde - Uhrwerk Verlag | Space 1889: Das Geheimnis der London Bridge - Uhrwerk Verlag                                                              | 1W6 Freunde: Geister, Gauner und Halunken - DORP Schnutenbach: Im Hort des Oger-Magiers - Mantikore-Verlag                    |
| 2016 | Beste Erweiterung / Quellenbuch                                                            | Bergungskreuzer MÖWE: Deutschland unter Wasser - Uhrwerk Verlag | Star Wars - Am Rande des Imperiums: Reise ins Unbekannte - Heidelberger                                                   | - |
| 2016 | Beste Spielleiterhilfe                                                                     | Fantasy Ambience - Orkpack | Dungeonslayers: Klangwerk - Uhrwerk Verlag                                                                                | - |
| 2016 | Bestes Solo-Spielbuch                                                                      | Metal Heroes - and the Fate of Rock - Mantikore-Verlag | Einsamer Wolf: Die Jünger der Finsternis - Mantikore-Verlag                                                               | Der Weg der Wachtel - Wiese Fantasy                                                                                           |
| 2016 | Bestes Brettspiel                                                                          | UltraQuest - Flying Games | LEADERS: a combinded game - rudy games                                                                                    | STRATAK WARS: Der Auftakt - STRATAK                                                                                           |
| 2016 | Bestes Kartenspiel                                                                         | Das Schwarze Auge: Aventuria - Ulisses Spiele, Heidelberger | - | - |
| 2016 | Bestes Bildungsspiel                                                                       | Ecogon - Gaiagames | - | - |
| 2015 | Bestes Rollenspiel                                                                         | Deponia - Uhrwerk Verlag | Star Wars: Am Rande des Imperiums - Ulisses Spiele                                                                        | - |
| 2015 | Bestes Solo-Rollenspielbuch                                                                | Das Feuer des Mondes - Mantikore-Verlag | - | - |
| 2015 | Bestes Abenteuerbuch                                                                       | Space 1889: Der Marsianische Patient - Uhrwerk Verlag | Shadowrun: Mission London - Pegasus Press                                                                                 | - |
| 2015 | Beste Erweiterung/Quellenbuch                                                              | Eis & Dampf - Uhrwerk Verlag | - | - |
| 2015 | Bestes Tabletop/Miniaturspiel                                                              | Star Wars Armada - Fantasy Flight Games | Dust Tactics - Fantasy Flight Games                                                                                       | - |
| 2014 | Bestes Spielleiterprodukt                                                                  | Cthulhu Spielleiter-Handbuch 3. Edition - Pegasus Press | - | - |
| 2014 | Bestes Tabletop / Miniaturenspiel                                                          | Star Wars X-Wing Miniaturenspiel - Fantasy Flight Games | - | - |
| 2014 | Bestes sonstiges Spiel mit Rollenspiel-Bezug                                               | Dungeon Fighter - Heidelbär Games | - | - |
| 2014 | Bester Abenteuer-, Quellen- oder Erweiterungband                                           | DSA Namenlose Nacht - Ulisses Spiele | - | - |